# Albion Vrenezi
Albion Vrenezi (4 ottobre 1993) è un calciatore kosovaro, centrocampista del Viktoria Colonia.

## Carriera
L'11 agosto 2017 viene acquistato a titolo definitivo dalla squadra tedesca del Jahn Ratisbona.

## Statistiche

### Presenze e reti nei club
Statistiche aggiornate al 7 giugno 2021.
| Stagione              | Squadra               | Campionato            | Campionato | Campionato | Coppe nazionali | Coppe nazionali | Coppe nazionali | Coppe continentali | Coppe continentali | Coppe continentali | Altre coppe | Altre coppe | Altre coppe | Totale | Totale |
| Stagione              | Squadra               | Comp                  | Pres       | Reti       | Comp            | Pres            | Reti            | Comp               | Pres               | Reti               | Comp        | Pres        | Reti        | Pres   | Reti   |
| --------------------- | --------------------- | --------------------- | ---------- | ---------- | --------------- | --------------- | --------------- | ------------------ | ------------------ | ------------------ | ----------- | ----------- | ----------- | ------ | ------ |
| 2015-2016             | Augusta II            | RL                    | 31         | 4          | -               | -               | -               | -                  | -                  | -                  | -           | -           | -           | 31     | 4      |
| 2016-2017             | Augusta II            | RL                    | 32         | 9          | -               | -               | -               | -                  | -                  | -                  | -           | -           | -           | 32     | 9      |
| Totale Augusta II     | Totale Augusta II     | Totale Augusta II     | 63         | 13         |                 | -               | -               |                    | -                  | -                  |             | -           | -           | 63     | 13     |
| 2017-2018             | Jahn Ratisbona        | 2B                    | 15         | 0          | CG              | 0               | 0               | -                  | -                  | -                  | -           | -           | -           | 15     | 0      |
| 2018-2019             | Jahn Ratisbona        | 2B                    | 9          | 0          | CG              | 1               | 0               | -                  | -                  | -                  | -           | -           | -           | 10     | 0      |
| Totale Jahn Ratisbona | Totale Jahn Ratisbona | Totale Jahn Ratisbona | 24         | 0          |                 | 1               | 0               |                    | -                  | -                  |             | -           | -           | 25     | 0      |
| 2019-2020             | Kickers Würzburg      | 3L                    | 32         | 5          | CG              | 1               | 1               | -                  | -                  | -                  | -           | -           | -           | 33     | 6      |
| 2020-2021             | Jahn Ratisbona        | 2B                    | 27         | 4          | CG              | 4               | 1               | -                  | -                  | -                  | -           | -           | -           | 31     | 5      |
| Totale carriera       | Totale carriera       | Totale carriera       | 146        | 22         |                 | 6               | 2               |                    | -                  | -                  |             | -           | -           | 152    | 24     |